# دیر کریک (آریزونا)
دیر کریک (به انگلیسی: Deer Creek) یک منطقهٔ مسکونی در ایالات متحده آمریکا است که در شهرستان جیلا، آریزونا واقع شده‌است. دیر کریک ۴٫۵۲ کیلومتر مربع مساحت و ۱۱٬۲۶۵ نفر جمعیت دارد و ۹۲۲٫۰۳ متر بالاتر از سطح دریا واقع شده‌است.